# Team Xecuter
Team Xecuter はゲーム機用のMODチップとカートリッジといった、ジェイルブレイク（メーカーの制限を意図的に除く行為）装置の製作をしたハッカーグループである。コンソールハッカー、主に境界のテストやオープンソースモデルを信頼する趣味人の間でTeam Xecuterが営利目的でハッキングツールを販売していたことは物議を醸した。ターゲットになったのは、Nintendo Switch, ニンテンドー3DS、ニンテンドー ゲームキューブ、ニンテンドークラシックミニ ファミリーコンピュータ、PlayStation、Xbox、Xbox 360などがあった。

## 法的問題
2020年9月、カナダ国籍のGary Bowserとフランス国籍のMax MAXiMiLiEN Louarnが、Nintendo Switchのコピープロテクトを回避するための製品である「circumvention devices」の設計および販売の容疑で逮捕され、8月20日にワシントン州シアトルの地方裁判所に提出された起訴状には、中国国籍のYuanning Chenの名前が列挙された。起訴状の3人はそれぞれ、通信詐欺の共謀、技術的手段の回避と回避装置の密売の共謀、回避装置の密売、マネーロンダリングの共謀など、計11件の重罪容疑で起訴された。Bowserは"少なくとも"2013年からあるグループの広報を担当した。2021年10月までに、Bowserは技術的処置に抜け道を通した共謀と回避デバイスの密売の罪を認め、罰金US$4.5 millionを支払い、彼に対する他の9件の容疑を取り下げる代わりに、Team Xecuterの捜査を継続して当局に協力することに同意した。12月、Bowserはさらに1000万ドルを任天堂に支払うよう命じられ、2022年2月10日に懲役40ヶ月の判決を受けた。
2021年4月に、任天堂はBowserに対して著作権侵害3件に関連し別途民事訴訟を起こし、不正取引されたデバイス1台につき2500ドル、著作権侵害1件につき15万ドルの「損害賠償」を求めている。
任天堂はTeam Xecuterデバイスの再販業者を巻き込んだ別の訴訟でも勝訴し、200万ドルで和解した。